# Józef Sejdlitz

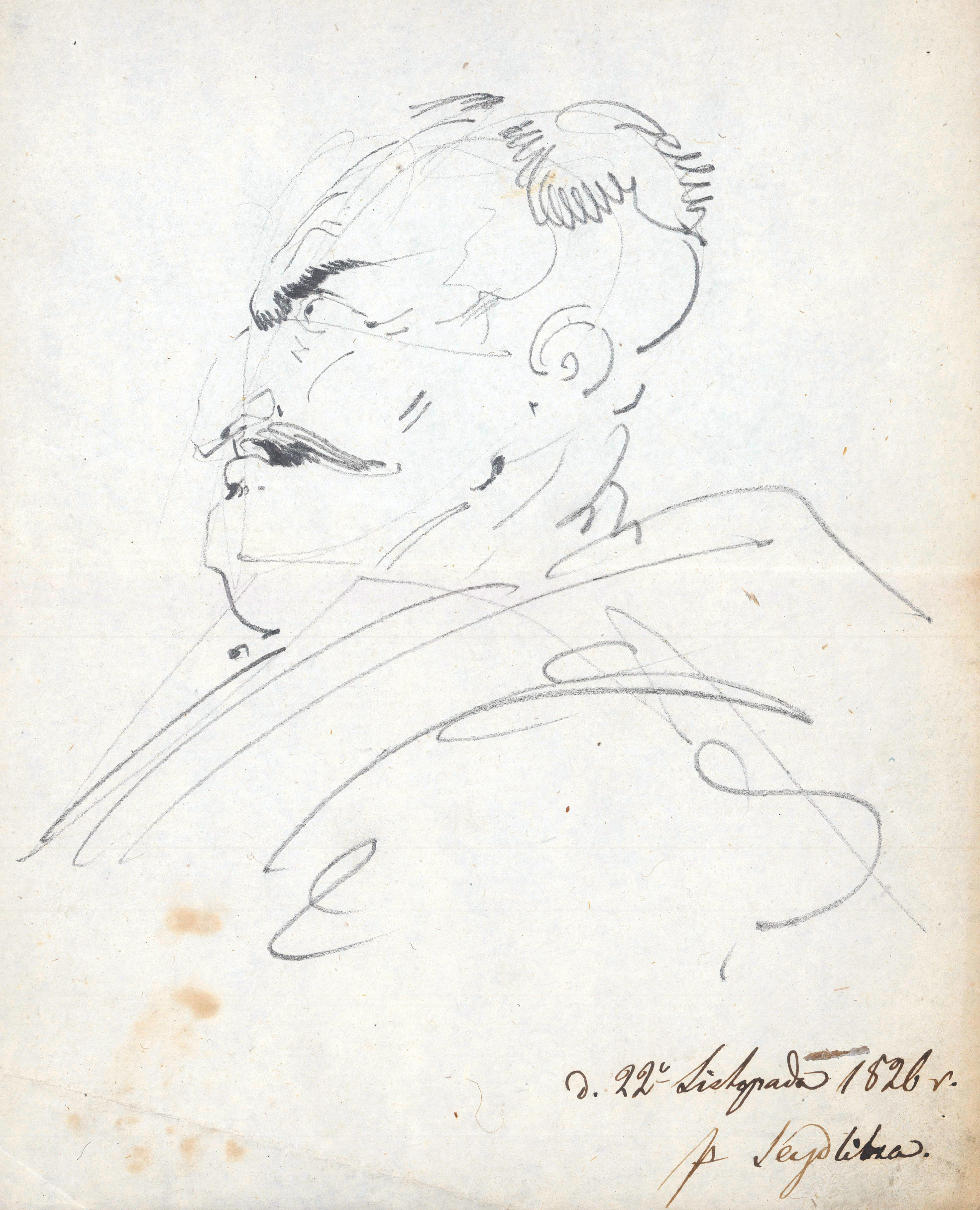
Józef Seydlitz, studium głowy szlachcica

Józef Narcyz Kajetan Sejdlitz, też Seydlitz (ur. 1789 w Warszawie, zm. w czerwcu 1845 tamże) – polski malarz. 

## Życiorys
Uczeń Zygmunta Vogla, studiował w akademii w Dreźnie (1803–1809). Autor miniatur i perspektyw, w tym wielu warszawskich i krzemienieckich, także portrecista i malarz zwierząt. Mieszkał przez 20 lat w Krzemieńcu (c.1814–1834).